# Linia kolejowa Berlin-Schönholz – Kremmen
Linia kolejowa Berlin-Schönholz – Kremmen – częściowo zelektryfikowana linia kolejowa w Berlinie i kraju związkowym Brandenburgia, w Niemczech. Łączy stacje Berlin-Schönholz przez Tegel, Hennigsdorf i Velten z Kremmen. Linia jest częściowo wykorzystywana przez pociągi S-Bahn w Berlinie i na tym fragmencie jest ona zelektryfikowana.